# نردبان وفاداری
نردبان وفاداری (به انگلیسی: Loyalty ladder) یک اصطلاح در علم بازاریابی است و به گام‌های رسیدن یک مشتری از مرحله «مشتری مشکوک» به یک «مشتری طرفدار» گفته می‌شود. این نردبان مشخص می‌کند که یک فردی که احتمال مشتری بودن او وجود دارد، چطور پله‌ها را طی می‌کند تا «مشتری طرفدار» شود.

## پله‌های نردبان
در منابع مختلف تعداد پله‌های نردبان وفاداری متفاوت است. در برخی از آن‌ها ۴ پله و در برخی ۶ پله یا بیشتر است. ولی در ماهیت تشریح نردبان وفاداری تفاوتی وجود ندارد، در پاره‌ای موارد، تقسیمات بیشتر و در برخی تقسیمات کمتری صورت گرفته‌است. مثلاً برخی منابع «مشتری تکرار خرید» و «مشتری وفادار» را یکسان می‌دانند و برخی متفاوت می‌پندارند، ولی تمامی آن‌ها مراحل پیشرفت یک «مشتری مشکوک» به «مشتری طرفدار» را شرح می‌دهند. در زیر نردبان وفاداری را به صورت پنج پله می‌بینید:
- پله اول: مشتری مشکوک (به انگلیسی: Suspect Customer): فردی که کالا یا خدمات برای او ایجاد شده است
- پله دوم: مشتری احتمالی (به انگلیسی: Prospect Customer): «مشتری مشکوکی» که تبلیغات آن بنگاه اقتصادی به دستش رسیده ویا در محل عرضه کالا یا خدمات آن حضور یافته‌است
- پله سوم: مشتری (به انگلیسی: Customer): «مشتری احتمالی» که حداقل یک بار از خدمات یا محصول یک بنگاه اقتصادی استفاده کرده‌است
- پله میانی: مشتری تکرار خرید (به انگلیسی: Repeat Customer): مشتری که بیش از یک بار از خدمات یا محصول یک بنگاه اقتصادی استفاده کرده‌است
- پله چهارم: مشتری وفادار (به انگلیسی: loyal Customer): مشتری که هر زمان که به خدمات یا محصول مورد نظر نیاز داشته باشد از همان بنگاه اقتصادی استفاده کند
- پله پنجم و آخر: مشتری طرفدار (به انگلیسی: Advocate Customer): «مشتری وفاداری» که علاوه بر استفاده از خدمات یا محصول یک بنگاه اقتصادی، آن را به دیگران نیز توصیه می‌کند

در صورتی‌که ارائه‌کننده محصول یا خدمات اصول بازاریابی را به‌درستی رعایت کند، مشتریان پله‌ها را یکی از پس از دیگری پشت سر گذاشته و به مشتری طرفدار که مهمترین نوع مشتری است تبدیل خواهند شد. قیمت، کیفیت (مرغوبیت)، خدمات مشتریان، نام تجاری و… همگی در ترقی مشتریان مؤثر هستند.

## مثال
به عنوان نمونه اگر یک فروشگاه مانتو زنانه را در نظر بگیریم و با فرض اینکه هیچ مردی مانتو نمی‌خرد:
- "مشتریان مشکوک" خانم‌های نیازمند مانتو هستند.

- "مشتریان احتمالی" خانم‌های نیازمند مانتویی هستند که به مانتو فروشی فوق مراجعه می‌کنند یا تبلیغات فروشگاه را مشاهده می‌کنند.

- "مشتریان" خانم‌هایی هستند که حداقل یکبار از فروشگاه مانتو فروشی فوق خرید کرده‌اند.

- "مشتریان تکرار خرید" خانم‌هایی هستند که بیش از یکبار از فروشگاه مانتو فروشی فوق خریده‌اند.

- "مشتریان وفادار" خانم‌هایی هستند که هر گاه به مانتو نیاز داشتند از آن فروشگاه خرید می‌کنند.

- "مشتریان طرفدار" خانم‌هایی هستند که علاوه بر اینکه هر زمان که به مانتو نیاز داشتند از آن فروشگاه خرید می‌کنند به خانم‌های دیگر نیز توصیه می‌کنند که مانتو را از آن فروشگاه بخرند.

## چگونگی ترقی
برای گام برداشتن مشتریان از یک پله به پله دیگر باید تدابیری مشخص اندیشید که مهمترین آن‌ها عبارتند از:
- قیمت مناسب
- بهره بردن از نام تجاری (برند)
- داشتن واحد خدمات مشتریان
- داشتن یک الگوی مشخص و هدفمند برای مدیریت ارتباط با مشتری
- استفاده از برنامه وفاداری